# Zálesí (Slavíkov)
Zálesí (německy Sales) je malá vesnice, část obce Slavíkov v okrese Havlíčkův Brod. Nachází se asi 1,5 km na jihovýchod od Slavíkova. V roce 2009 zde bylo evidováno 8 adres. V roce 2001 zde trvale žilo 12 obyvatel.
Zálesí leží v katastrálním území Slavíkov u Chotěboře o výměře 5,3 km2.